# Lucky Luke
Lucky Luke este o serie de albume de benzi desenate creată de caricaturistul belgian Morris în 1946, cu acțiunea în Vestul Sălbatic al Statelor Unite ale Americii. Morris a scris și a desenat singur seria până în 1955, după care a început să colaboreze cu scriitorul francez René Goscinny. Parteneriatul lor a durat până la moartea lui Goscinny în 1977. După aceea, Morris a colaborat cu alți câțiva scriitori până la propria sa moarte, în 2001. De la moartea lui Morris, artistul francez Achdé (Hervé Darmenton) a realizat desenele, după scenarii create de mai mulți scriitori succesivi. 
Personajul principal, Lucky Luke, este un pistolar șiret cunoscut ca „omul care trage mai repede decât umbra lui”, ajutat de calul său inteligent Jolly Jumper. Lucky Luke se confruntă cu diverși răufăcători, fie fictivi, fie inspirați de istoria sau folclorul american (precum Billy the Kid sau Buffalo Bill). Cei mai faimoși dintre aceștia sunt Frații Dalton, inspirați după banda Dalton de la începutul anilor 1890. Poveștile sunt pline de elemente umoristice care parodiază genul western.
Lucky Luke este una dintre cele mai cunoscute și cele mai vândute serii de benzi desenate din Europa. A fost tradusă în 30 de limbi. În serie au apărut 82 de albume începând cu 2022 și 3 ediții speciale/omagii, publicate inițial de Dupuis. Din 1968 până în 1998 au fost publicate de Dargaud și apoi de Lucky Productions. Din 2000 sunt publicate de Lucky Comics. Fiecare poveste a fost publicată în foileton pentru prima dată într-o revistă: în Spirou din 1946 până în 1967, în Pilote din 1968 până în 1973, în Lucky Luke în 1974–75, în ediția franceză a lui Tintin în 1975–76 și în alte diverse reviste ale vremii.
Seria a fost adaptată pentru diverse medii, precum filme de animație (Daisy Town în 1971, La Ballade des Dalton în 1978, Go West! A Lucky Luke Adventure în 2007) și seriale de televiziune, filme live-action, jocuri video, jucării și jocuri de societate.